# Bakemono (strip)
Bakemono is een Franse stripreeks die begonnen is in mei 2008 met Jean-Luc Sala als scenarist en tekenaar.

## Albums
Alle albums zijn geschreven en getekend door Jean-Luc Sala en uitgegeven door Le Lombard.
| Nummer | Titel                   |
| ------ | ----------------------- |
| 1      | De eed van de Tengu     |
| 2      | De erfgenames van Okura |